# Лакіс Лазопулос
Лакіс Лазопулос (грец. Λάκης Λαζόπουλος), повне ім'я Апостолос Лазопулос (грец. Απόστολος Λαζόπουλος, нар. 6 травня 1956, Лариса) — грецький драматург, актор, автор пісень та ведучий власної телепрограми Al Tsantiri News.
Під час проведення проєкту Великі греки, у якому обиралися найвпливовіші греки від стародавності до сучасності, на телеканалі Skai TV 2009 року Лакіс Лазопулос посів 83 сходинку. 2010 року, за версією журналу Forbes, Лакіс Лазопулос визнаний найбільш впливовою знаменитістю у Греції.

## Біографія
Лакіс Лазопулос народився в Ларисі, де здобув початкову і середню шкільну освіту. Потім він вступив на юридичний факультет в Університеті Фракії і в 1984 році здобув ступінь магістра в Салонікському університеті. Замість того, щоб практикувати як адвокат він вирішив повністю присвятити себе акторському мистецтву.
1979 року він написав свій перший сценарій, який поставив разом із Фессалійським театром. наступна постановка «Скажи „до побачення“, все скінчено» мала величезний успіх, а Лакіс Лазопулос приєднався до Вільного театру в Афінах, з яким він виконує «Чому люди щасливі». Політична ситуація в той час мала неабиякий вплив на творчість Лазопулоса, спільно із Яннісом Ксантулісом в період з 1982—1986 років він написав політико-сатиричні п'єси «ПАСОК продовжує обігрувати», «Дують на гаряче і холодне у Кастрі» (резиденція прем'єр-міністра) та «Податки Андреаса» (мається на увазі Андреас Папандреу).
Влітку 1986 року він ставить «Лісістрату» Аристофана, зробившу власну інтерпретація давньогрецької комедії. Постановка мала гучний успіх, трупа гастролювала найбільшими театрами Греції, в тому числі відбулися виступи на сцені Театру Ірода Аттика в Афінах. Влітку того самого 1986 року він починає писати на «Я був ПАСОК і я постарів», а 1987 року створено «Що бачив японець», за деталі останньої пєси на нього позивався Христос Сардзетакіс, який пізніше став президентом Греції. Після тривалого судового розгляду усі обвинувачення зрештою були зняті, однак сам процес привернув значну увагу преси, як у Греції, так і за кордоном, стаття була надрукована навіть у Time Magazine.
1988 року він ставить і сам грає у «Записках божевільного» Миколи Гоголя, щоправда постановка не мала комерційного успіху. Тим не менше сам Лазопулос вважає цей спектакль значною віхою в його кар'єрі. 1989 року він ставить «Греція після операції на серці», яка б'є всі рекорди, а його наступний спектакль «Був собі невеликий корабель» виконувалася без перерви впродовж двох років, щоразу збираючи аншлаг. 1991 року Лакіс Лазопулос поставив «Мені є, що вам сказати». Влітку того ж року він гастролює Греції з виставою «Нарешті один» — однією з найуспішніших комерційно з 1981 року. За два роки спектакль було поставлено у Нью-Йорку.
1992 року він звертає увагу на телебачення і пише сценарій досі найуспішнішого телесеріалу на грецькому телебаченні на сьогоднішній день під назвою «Deka mikroi Mitsoi». У сатиричному світлі серіал зображує сучасну соціальну і політичну ситуація в країні і значно вплинув на сучасне покоління. Через це науковці факультету освіти Афінського університету дослідили причини, через які греки в усьому світі не тільки із таким інтересом стежили за подіями серіалу, але й багато у чому перейняли поведінку та особливо вирази, використовувані персонажами, вигаданими Лазопулосом. Пізніше результати були офіційно оголошені науковцям, студентам та пресі.
1993 року Лакіс Лазопулос здійснив постановку казки Прокоф'єва «Петя і вовк» на сцені Національної опери Греції. Він також зіграв роль Макнайта у постановці «Трикопійкової опери» режисера Жуля Дассена. 1994 року він знявся у телефільмі «Дівчина з чемоданами», режисер Нікос Николаїдіс. Після цього як запрошена зірка знявся у стрічці «Кавафіс» режисера Янніса Смарагдіса.
Влітку 1996 року Лакіс Лазопулос написав п'єсу «Неділя взуття», яку 1996 року поставили в Салоніках, а 1998 року і в Афінах. Також на запрошення Walt Disney Productions він взяв участь в озвучуванні з англійської на грецьку мову мультфільму «Геркулес». Влітку 1999 року він грає головну роль у фільмі «Стережись озброєних греків» австралійського режисера Джона Татуліса. Фільм став хітом касових зборів у Греції у 2000 року.
2001 року він працював над фільм «Мій найкращий друг», для якого сам написав сценарій, виступив режисером та знявся в одній із ролей. Також Лазопулос написав п'єсу для театру «Ta leme», яка з успіхом ставилась до 2002 року. У вересні 2002 року він представив 12 театральних монологів. Того ж літа він також представив театральний монолог в рамках Культурної Олімпіади під назвою «Роки насмішок».
У 2003—2004 роках Лакіс Лазопулос був задіяний у ревю «Вітер у вітрила», для якого також написав сценарій. Ревю мало величезний комерційний успіх впродовж двох років на сцені афінського театру Британія. Тоді ж він став художнім керівником театрів «Британія» та «Афінон». Паралельно він створював сценарій, а згодом виступив співрежисером із П. Каразасом стрічки «R20».
Влітку 2004 року він грає провідну роль у постановці давньогрецької комедії Аристофана Плутос. Пєса була поставлена у багатьох театрах Греції, кульмінацією туру став виступ на сцені театру в Епідаврі які один із культурних заходів в рамках Олімпійських ігор 2004 року в Афінах. Взимку 2004—2005 років на сцені театру Британія Лазопулос ставить «Куди йде цей автобус?». Постановка має шалений успіх серед глядачів та отримує суто схвальні відгуки від критиків та у пресі.
У липні 2004 року відбулася прем'єра власного телевізійного шоу Al Tsantiri News. Тоді ж Лазопулос став першим грецьким актором, який створив та з успіхом проводив своє щотижневе телешоу. Донині цей сатиричний бюлетень продовжує залучати тисячі глядачів щотижня та має суто високі рейтинги. Тоді ж у 2004 році Лакіс Лазопулос посів посаду директора каналу Alpha TV у секторі розваг.
Влітку 2005 року Лакіс Лазопулос представив власну інтерпретацію п'єси Аристофана «Ахарняни» на сцені Національного театру Греції. У листопаді 2005 року він керував поставкою у театру Британія «Істерії» за Тері Джонсоном. 2006 року у фільмі «Ель Греко» режисера Янніса Смарагдіса він зіграв роль Ніколо, найкращого товариша Ель Греко. Фільм вийшов на екрани у жовтні 2007 року і мав рекордні касові збори для грецької стрічки.
У листопаді 2008 року, після трирічної перерви у театральній творчості, Лакіс Лазопулос представив спектакль «Трудівник на даху». Вистава мала великий успіх.
У травні 2012 року Лакіс Лазопулос здійснює європейські гастролі із постановкою «Sorry I’ m Greek». У вересні 2012 року на міжнародному кінофестивалі в Торонто відбулася світова прем'єра фільму «Ο Θεός Αγαπάει Το Χαβιάρι» (укр. Бог любить чорну ікру) режисера Янніса Смарагдіса, Лакіс Лазопулос зіграв у фільмі роль рибалки.